# Hội nghị Toulouse

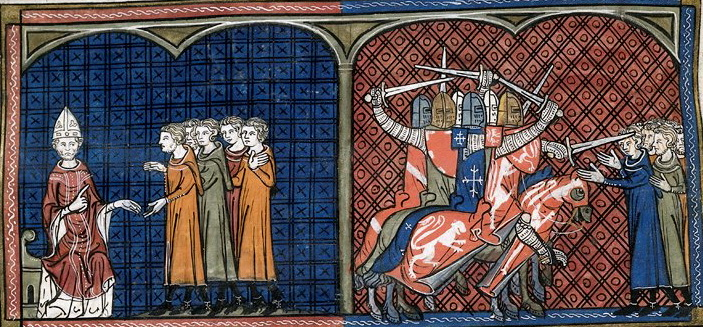
Giáo hoàng Innocent III dứt thông công đối với giáo phái Albi (ảnh bên trái), Cuộc thảm sát giáo phái Albi gây ra bởi quân Thập tự Albi (ảnh bên phải).

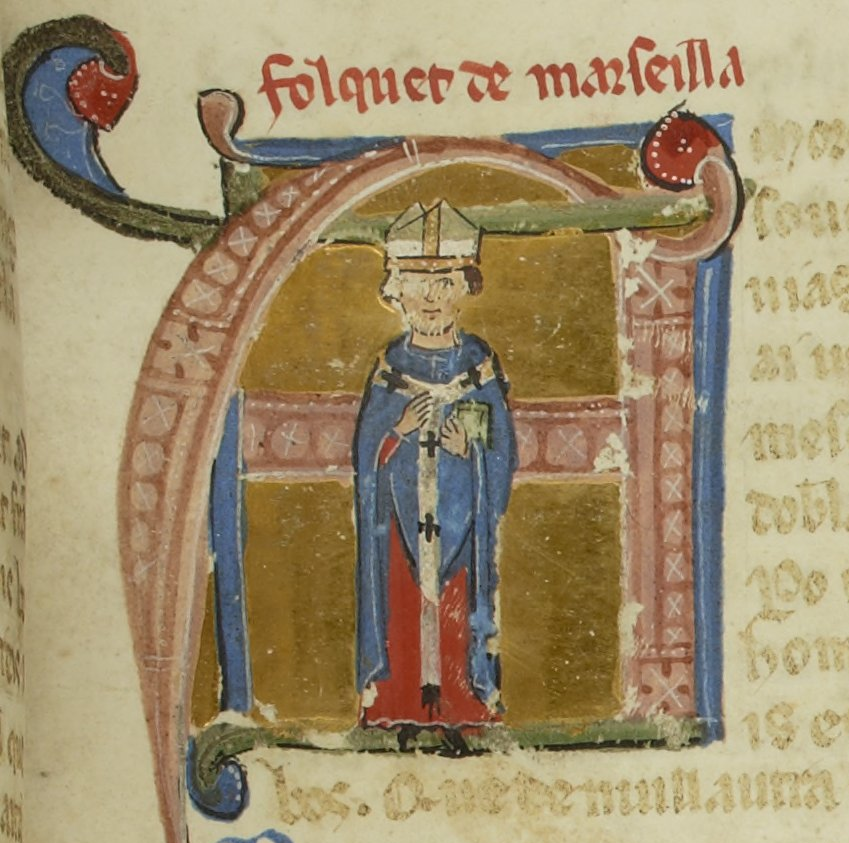
Folquet được miêu tả là đang cầm một quyển Kinh Thánh bằng tiếng La-tinh, tư liệu lấy từ thủ bản 854 khổ 61, Thư viện Quốc gia Pháp.

Hội nghị Toulouse (chữ Anh: Council of Toulouse) là một công đồng của Giáo hội Công giáo La Mã do giám mục Tổng giáo phận Toulouse Folquet de Marselha triệu tập vào năm 1229. Hội nghị này đã cấm giáo dân đọc các bản dịch Kinh Thánh bằng ngôn ngữ địa phương. Hội nghị Toulouse là một công đồng địa phương do một giáo hội địa phương tổ chức, không phải là công đồng đại kết có quyền lực ràng buộc toàn bộ Giáo hội Công giáo La Mã.
Qua nhiều thế kỉ, Giáo hội Công giáo La Mã đã điều chỉnh lập trường của mình về vấn đề đó, tuỳ thuộc vào trong từng giai đoạn lịch sử có nhiều hay ít tà giáo dựa trên các bản dịch và diễn giải không được Giáo hội Công giáo La Mã chấp nhận. Tuy nhiên, vào năm 1965, Công đồng Vatican II đã khuyến khích việc đọc và sử dụng Kinh Thánh bằng ngôn ngữ bản địa cho các tín hữu Công giáo La Mã. Mặc dù vậy, việc tín hữu đọc Kinh Thánh theo cách tự do, một tín lí được các tín đồ Tin Lành bảo vệ, vẫn tiếp tục bị Giáo hội Công giáo La Mã từ chối, đặc biệt thông qua Công đồng Trent (1543-1565). Công đồng Trent của thế kỉ XVI tuyên bố rằng Kinh Thánh chỉ có thể được hiểu đúng đắn khi đặt dưới ánh sáng của thánh truyền và quyền giáo huấn của Giáo hội Công giáo La Mã.

## Bối cảnh
Hội nghị được triệu tập bởi giám mục địa phương nhằm đối phó với mối đe doạ từ sự phát triển nhanh chóng của quân Thập tự Albi ở miền nam nước Pháp vào thế kỉ XIII. Hội nghị đã quyết định rằng mỗi giáo xứ phải tiến hành tìm kiếm những kẻ dị giáo (giáo phái Albi và giáo phái Cathar), nếu tìm thấy được thì nhà của họ sẽ bị phá huỷ và các bản dịch Kinh Thánh không phải tiếng La-tinh cùng với các bản sao khác không được phép lưu hành, đều phải bị tiêu huỷ.

Hội nghị đã tuyên bố:
“Chúng tôi cấm giáo dân sở hữu các sách Cựu Ước và Tân Ước; trừ khi có ai đó vì lí do thờ phượng nên muốn có sách Thánh Vịnh hoặc sách Cầu nguyện ngày Chúa Nhật để làm các nghi lễ thiêng liêng hoặc Phụng vụ ngắn gọn đức Trinh nữ; nhưng chúng tôi nghiêm cấm họ sở hữu bất kì bản dịch nào của các sách này.” 

## Di sản
Folquet de Marselha, giám mục Tổng giáo phận Toulouse, đã qua đời hai năm sau đó vào năm 1231, nhưng vào năm 1234, một hội nghị khác được tổ chức tại Tarragona nhằm điều chỉnh quy trình của Toà án Dị giáo, vốn đã có mặt ở Toulouse từ năm 1233, và cũng để xác nhận các kết quả của Hội nghị Toulouse.
Điều khoản thứ hai của Hội nghị Tarragona đã lặp lại tuyên bố: “Không ai được phép sở hữu các sách Cựu Ước và Tân Ước, nếu ai sở hữu chúng thì phải giao nộp cho giám mục địa phương trong vòng tám ngày, để chúng bị thiêu huỷ.”